# Rêves (association)
 (avril 2015).
Rêves est une association loi de 1901 française, à but non lucratif, créée en 1994 et dont le but est d'exaucer le rêve des enfants et adolescents très gravement malades.

## Création
L'association est créée à Trévoux le 5 février 1994, par Christophe Charlet, à la suite des hospitalisations répétées de son fils. Il décide de fonder l'association en compagnie de 7 amis.
Dans sa première année d'existence, en octobre 1994, le premier rêve est réalisé : Marjorie rencontre Patrick Bruel.
Depuis 2007, c'est Josiane Gonnot, cofondatrice et cadre de santé, qui est à la présidence. Elle reçoit, en 2017, la légion d'honneur, remise par le sportif Gwendal Peizerat.
L'association est reconnue d'utilité publique par un décret du 16 octobre 2017, et peut ainsi recevoir des legs et donations.

## Mission
Depuis sa création en 1994, elle a pour mission d’exaucer le rêve des enfants et adolescents très gravement malades.
Leur offrir une parenthèse enchantée pour oublier la maladie… tel est le but de l’association. Plus que tout autre, les enfants très gravement malades ont besoin de rêver à des projets qui les stimulent et leur donnent la force de se battre contre la maladie.
En réalisant leurs vœux les plus fous, l’association leur permet de s’évader du quotidien et de vivre des expériences inoubliables qui les aident à reprendre confiance en l’avenir.

## Fonctionnement
L'association reçoit près de 300 demandes de rêves chaque année. Ces demandes sont transmises soit par les familles, soit par le personnel des hôpitaux dont l'association est partenaire. Après validation du dossier selon deux critères (l'enfant a entre 3 et 18 ans, et sa pathologie est considérée comme très grave d’un point de vue médical), l'association se met en relation avec l'enfant qui décide, seul, de son rêve.
L'association n'a pas de catalogue de rêves. Un enfant = Un rêve : C'est en effet la vision des fondateurs, qui est de permettre à un maximum d'enfants de réaliser un rêve.
L'originalité de l'association réside en ses 800 bénévoles, dans 33 délégations départementales. Ce sont ces dernières qui, localement, assurent un contact de proximité avec les hôpitaux, les familles et les donateurs.
Le financement est assuré par les dons de particuliers ou d'entreprises, par des manifestations organisés par des étudiants, des associations... L'association peut également recevoir des legs. Le donateur, quel qu'il soit, peut transmettre son don pour l'activité de l'association ou parrainer le rêve d'un enfant en particulier.

### Les rêves clés
En octobre 2014, l'association réalisait le 4000e : Lino pilote un hélicoptère,.
En novembre 2016, le 5000e enfant réalisait son rêve : Méloé assiste au tournage de Top Chef.
En octobre 2019, ANAÏS, 15 ans, CHANEL, 18 ans et LALIE, 11 ans ont pu rencontré la chanteuse TAL. Une rencontre unique, pleine d’émotions et des souvenirs inoubliables pour ces jeunes filles qui ont partagé un moment avec l’artiste. Le 6000e rêve était réalisé.

## Évènements

### Ma chanson d'enfance
En 2001, un disque Ma chanson d'enfance sort au profit de l'association : 18 interprètes renommés, comme Johnny Hallyday, Alain Bashung, Matthieu Chedid, Vanessa Paradis ou Jane Birkin y reprennent leur chanson d'enfance.

### Journée nationale des rêves
Chaque année depuis 2012, l'association organise le deuxième week-end d'octobre une grande journée d'action. Sur le modèle du Téléthon, de nombreuses animations ludiques ou sportives sont organisées par toutes les délégations départementales,.

### Course des Héros
Depuis 2013, Rêves participe à la Course des Héros, l’un des plus grands événements caritatifs en France et il a déjà permis de collecter plus de 13 millions d’euros au profit de 250 causes. Des centaines de coureurs soutiennent chaque année l'association et ainsi, réalisé les rêves des enfants.

### Patrouille de France
En 2022, et pour deux ans, la Patrouille de France devient marraine de l'association Rêves.

## Marques déposées

### Faiseurs de rêves
La communauté de l'association Rêves s'appelle les Faiseurs de rêves, et regroupe l'ensemble des personnes soutenant l'association : bénévoles, partenaires, étudiants, club service...

### Un rêve, ça peut tout changer
En 2020, Rêves renouvelle son image avec une nouvelle campagne de communication : nouveau logo, nouveau spot et nouvelle accroche !